# 프론티어 항공
프론티어 항공(영어: Frontier Airlines)는 미국의 저비용 항공사로 덴버 국제공항을 허브 공항으로 삼고 있으며 미국 국내선과 멕시코 중심으로 운영하고 있다. 모든 기종마다 꼬리에 동물들이 그려져있다.

## 개요
원래 프론티어 항공은 콘티넨탈 항공, 유나이티드 항공과 경합하고 있고 콜로라도주 덴버의 스테이플턴 국제공항을 본거지로 하고 있었다. 이후 1985년에 피플 익스프레스 항공과 합병되었다. 이후 전직 임원에 의해서 1994년에 설립된다. 전과 같이 보잉 737 항공기를 보유했다. 이후에 에어버스 A318-110, 에어버스 A319-100 구입해 기종을 교체했다. 또한 프론티어 제트 익스프레스로 봄바디어 CRJ700 기종을 사용하고, 몇 개의 작은 시장을 서비스하고 호라이즌 항공과 그레이트 레이크스 항공과 코드 쉐어 계약을 실시하고 있다. 2008년 4월 11일에 미 연방 파산법 11조를 신청했다. 덧붙여 경영 파탄한 알로하 항공, 스카이 버스 에어, ATA 항공이 운항이 중단된 반면 이 회사는 계속해서 취항하고 있다.

## 운항 노선
- 2020년 1월 기준으로 프론티어 항공은 다음과 같이 운항하고 있다.

## 보유 기종
- 2020년 12월 기준으로 프론티어 항공은 다음과 같은 기종을 보유하고 있으며 평균 기령은 7.3년이다.